# Der verzauberte Turm
Der verzauberte Turm ist ein semi-kooperatives Kinderspiel der Spieleautoren Inka und Markus Brand. Das Spiel für zwei bis vier Spieler ab fünf Jahren dauert etwa 15 bis 30 Minuten pro Runde. Es ist im Jahr 2012 bei Drei Magier Spiele erschienen und gewann den Kritikerpreis Kinderspiel des Jahres 2013.

## Thema und Ausstattung
Bei dem Spiel geht es um ein Wettrennen zwischen der Figur „Robin“ und einem bösen Zauberer Rabenhorst zum Turm einer dort gefangengehaltenen Prinzessin. Der Zauberer wird dabei von einem Spieler gespielt, „Robin“ kooperativ von allen anderen Mitspielern. Der Inhalt der Spieleschachtel besteht neben der Spielanleitung aus:
- einem großen quadratischen Spielplan, auf dem die Wege zum Turm abgebildet sind. Für die Verstecke enthält er entsprechende Aussparungen
- einem kleinen Spielplan für den Magier
- einer Spielfigur „Prinzessin“
- einer Spielfigur „Zauberer Rabenhorst“
- einer Spielfigur „Robin“
- einem Turm aus zwei Einzelteilen
- einem Metall-Schlüssel (und einem Ersatzschlüssel)
- 16 Plättchen zum Abdecken der Verstecke
- einem Symbol-Würfel
- einem Zahlen-Würfel

## Spielweise
Vor dem Spiel wird der aus zwei Teilen bestehende Turm aufgebaut, danach wird der quadratische Spielplan in die Spieleschachtel gelegt und die Abdeckplättchen werden mit der Motivseite nach oben auf dem Spielplan verteilt. Die Prinzessin wird in den Turm gestellt und eingerastet. Danach wird der kleine Spielplan an die Ecke mit der Tür angelegt, der Zauberer kommt auf das Startfeld mit dem Stern. „Robin“, die beiden Würfel und der Schlüssel werden neben dem Spielplan abgelegt, danach entscheiden sich die Spieler, wer den Zauberer spielt; alle anderen Spieler spielen gemeinsam den „Robin“.
Der Spieler, der den Zauberer spielt, versteckt den Schlüssel unter einem der 16 Abdeckplättchen. Der Zauberer ist damit der Einzige, der weiß, wo sich der Schlüssel befindet. Der Zauberer bekommt den Symbolwürfel, das „Robin“-Team den Zahlenwürfel. In den folgenden Zügen würfeln die „Robin“-Spieler abwechselnd reihum im Uhrzeigersinn beginnend mit dem Spieler links neben dem Zauberer. Dieser stellt die „Robin“-Figur auf eines der vier gekennzeichneten Startfelder und würfelt danach gemeinsam mit dem Zauberer. Der Symbolwürfel bestimmt, welche Figur zuerst ziehen darf, der Zahlenwürfel gibt für beide Figuren die Anzahl der zu ziehenden Felder an. Der Zauberer beginnt dabei auf dem kleinen Spielplan, dadurch hat „Robin“ einen kleinen Vorsprung. Der Zauberer weiß allerdings, wo der Schlüssel versteckt ist, während „Robin“ danach suchen muss.
Die Figuren bewegen sich entlang der Wege, die gegnerische Figur darf übersprungen werden. Betritt ein Spieler die Abdeckung mit dem Schlüssel darunter, wird dieser durch den Magneten im Fuß der Figur angezogen und kann so aus dem Loch gezogen werden. Danach wird das Loch mit dem umgedrehten Plättchen wieder verdeckt. Der Spieler, der den Schlüssel gefunden hat, kann ihn nun an einem der sechs Schlüssellöcher probieren. Passiert nichts, startet eine neue Schlüsselsuche: Der Zauberer versteckt den Schlüssel erneut (unter einer anderen Abdeckung) und beide Figuren starten wieder auf den jeweiligen Startfeldern. Wird der Schlüssel in das richtige Schlüsselloch gesteckt, springt die Prinzessin aus dem Turm und das Spiel ist beendet. Gewonnen hat der Zauberer, wenn er die Prinzessin befreit, und wenn „Robin“ zuerst den Schlüssel in das richtige Schloss steckt, gewinnt das „Robin“-Team.

## Rezeption und Erweiterungen
Das Spiel Der verzauberte Turm gewann 2013 den Kritikerpreis Kinderspiel des Jahres und in Finnland wurde es im Folgejahr Kinderspiel des Jahres (Vuoden Peli 2014). Zudem wurde es für zahlreiche weitere Auszeichnungen nominiert. Die Jury zum Kinderspiel des Jahres beschreibt das Spiel mit den Worten: „Teamarbeit und ein gutes Gedächtnis sind bei diesem wunderschön ausgestatteten Magnetspiel gefragt.“

## Belege
1. 1 2 3  Spieleanleitung Der verzauberte Turm
2. 1 2  Der verzauberte Turm auf der Website des Spiel des Jahres e.V.; abgerufen am 16. Dezember 2016